# Weird: The Al Yankovic Story
Weird: The Al Yankovic Story (Weird: la historia de Al Yankovic, en español) es una película de parodia biográfica estadounidense de 2022 dirigida por Eric Appel (en su debut como director), quien coescribió el guion con el propio "Weird Al" Yankovic. La película es una sátira de las biografías y se basa libremente en la vida y la carrera de Yankovic como acordeonista y compositor de parodias. Está protagonizada por Daniel Radcliffe como Yankovic, junto con Evan Rachel Wood, Rainn Wilson, Toby Huss, Arturo Castro y Julianne Nicholson en papeles secundarios.
La idea de la película surgió en 2010 cuando Eric Appel rodó para Funny or Die un tráiler falso de una película sobre Yankovic. Años más tarde Appel y Yankovic coescribieron el guion de la película, que se filmó con un presupuesto de alrededor de 8 millones de dólares durante dieciocho días entre febrero y marzo de 2022. Se estrenó en el Festival Internacional de Cine de Toronto el 8 de septiembre de 2022.

## Argumento
El joven Alfred "Al" Yankovic se interesa por parodiar canciones, lo que su padre desaprueba, al punto de destruir el acordeón que su madre le compró en secreto. Años más tarde, trata de unirse a bandas como acordeonista, pero lo rechazan constantemente. Mientras escucha "My Sharona" en la radio y prepara un sándwich de mortadela, Al se inspira para escribir "My Bologna" (por la salchicha de Bolonia). 
Sus primeros éxitos son "I Love Rocky Road", interpretada con sus compañeros de cuarto, y "Another One Rides the Bus", parodia de "Another One Bites the Dust" de Queen, con el bajista de dicha banda, John Deacon, presente. Con estos éxitos Al consigue un contrato discográfico, su álbum de debut se convierte en multiplatino, y los artistas originales aumentan las ventas de sus discos, lo que llaman el "golpe Yankovic". La popularidad de Al crece y es agasajado por Oprah Winfrey.
Más adelante, bajo el influjo del LSD que el DJ radiofónico Dr. Demento le dio mezclado con guacamole, a Al se le ocurre una nueva canción original, que se convierte en su próximo éxito, "Eat It". Por otro lado, Madonna, en busca del "golpe Yankovic", comienza una relación con Al para convencerlo de que parodie su canción "Like a Virgin", aunque él insiste en que sólo quiere escribir canciones originales.
Justo antes de un espectáculo importante, Al se entera de que Michael Jackson tomó "Eat It" y lo parodió como "Beat It", lo que lo enoja porque cree que la gente asumirá que en realidad "Eat It" es una parodia de "Beat It". Borracho, sufre un accidente automovilístico y es llevado de urgencia al hospital, donde se le ocurre "Like a Surgeon". Estrena la canción en un espectáculo esa misma noche, mientras aún está gravemente herido, pero cuando se le recuerda que "Eat It" es la última canción del espectáculo, se emborracha de nuevo, insulta a la multitud y es arrestado.
Una vez liberado, Al le confiesa a Madonna que teme haber decepcionado a todos los que se preocupaban por él y que ella es la única que le queda. De repente, Madonna es capturada por agentes de Pablo Escobar, quien es un gran admirador de Al y usa el secuestro para obligarlo a tocar en su fiesta de cumpleaños número cuarenta. Al vuela a Colombia e irrumpe en el complejo de Escobar, donde se enfrenta al capo de la droga. Después de negarse a tocarle una canción, se involucra en un tiroteo y mata a Escobar y sus mercenarios, liberando a Madonna, que lo intenta convencer de que deje la música y la ayude a hacerse cargo del imperio de las drogas de Escobar, pero Al la rechaza.
Al regresa a casa para trabajar en la fábrica de su padre, como este siempre había querido; pero su padre admite que siempre creyó que Al no pertenecía a ese mundo y que, en secreto, había apoyado el camino que había tomado, todo el tiempo. Le revela a su hijo que creció en una comunidad amish y fue excomulgado por tocar el acordeón, lo que lo llevó a evitar que Al cometiera el mismo error. Luego, Al canta una canción de su padre, "Amish Paradise", en el escenario, lo que le vale un importante premio en 1985, antes de ser asesinado en el escenario por uno de los secuaces de Madonna.
En la escena poscréditos vemos a Madonna ir a la tumba de Al hasta que su brazo sale de la tierra como zombi para atacarla.

## Reparto
- Daniel Radcliffe como Alfred "Weird Al" Yankovic
  - Diedrich Bader como Al narrador
  - David Bloom como Al adolescente
  - Richard Aaron Anderson como Al niño
- Evan Rachel Wood como Madonna
- Rainn Wilson como Dr. Demento
- Toby Huss como Nick Yankovic, padre de Al
- Julianne Nicholson como Mary Yankovic, madre de Al
- Spencer Treat Clark como Steve Jay, bajista de Al
- Jack Lancaster como Jim "Kimo" West, guitarrista de Al
- Tommy O'Brien como Jon "Bermuda" Schwartz, baterista de Al
- Thomas Lennon como un vendedor de acordeones
- Arturo Castro como Pablo Escobar
- Quinta Brunson como Oprah Winfrey
- "Weird Al" Yankovic como Tony Scotti
- Will Forte como Ben Scotti
- Jack Black como Wolfman Jack
- Lin-Manuel Miranda como médico de urgencias
- Scott Aukerman como oficial de policía
- Dot-Marie Jones como Mama Bear

## Premios y nominaciones
| Premio                                                   | Fecha                    | Categoría                                                                                  | Nominado(s)                                                                     | Resultado | Ref.   |
| -------------------------------------------------------- | ------------------------ | ------------------------------------------------------------------------------------------ | ------------------------------------------------------------------------------- | --------- | ------ |
| British Academy Television Awards                        | 14 de mayo de 2023       | Mejor actuación masculina en una comedia                                                   | Daniel Radcliffe                                                                | Nominado  | [ 4 ]  |
| Premios de la Crítica Cinematográfica                    | 15 de enero de 2023      | Mejor película hecha para televisión                                                       |                                                                                 | Ganadora  | [ 5 ]  |
| Premios de la Crítica Cinematográfica                    | 15 de enero de 2023      | Mejor actor en miniserie o película para televisión                                        | Daniel Radcliffe                                                                | Ganador   | [ 5 ]  |
| Premios del Sindicato de Directores                      | 18 de febrero de 2023    | Mejor dirección: miniserie o película para televisión                                      | Eric Appel                                                                      | Nominado  | [ 6 ]  |
| Premios Eddie                                            | 5 de marzo de 2023       | Mejor edición de película (sin estreno en cines)                                           | Jamie Kennedy                                                                   | Nominada  | [ 7 ]  |
| Premios Golden Reel                                      | 26 de febrero de 2023    | Logro destacado en edición de sonido: función no teatral                                   | Anthony Vanchure, Mike James Gallagher, Sanaa Kelley, Iris Dutour y Luke Kelley | Nominados | [ 8 ]  |
| Premios Hollywood Music in Media                         | 16 de noviembre de 2022  | Mejor película de temática musical, biopic o musical                                       |                                                                                 | Nominada  | [ 9 ]  |
| Premios Hollywood Music in Media                         | 16 de noviembre de 2022  | Mejor banda sonora original: película de acción en vivo transmitida (sin estreno en cines) | Leo Birenberg y Zach Robinson                                                   | Nominados | [ 9 ]  |
| Premios Hollywood Music in Media                         | 16 de noviembre de 2022  | Mejor canción original: película transmitida (sin estreno en cines)                        | Al Yankovic (por "Now You Know")                                                | Ganador   | [ 9 ]  |
| Premios del Sindicato de Productores de América          | 25 de febrero de 2023    | Producción destacada en streaming o televisada                                             |                                                                                 | Ganadora  | [ 10 ] |
| San Diego Film Critics Society                           | 6 de enero de 2023       | Mejor interpretación cómica                                                                | Daniel Radcliffe                                                                | Ganador   | [ 11 ] |
| San Diego Film Critics Society                           | 6 de enero de 2023       | Mejor uso de la música                                                                     |                                                                                 | Nominada  | [ 11 ] |
| Premios Satellite Awards                                 | 11 de febrero de 2023    | Mejor película hecha para televisión                                                       |                                                                                 | Ganadora  | [ 12 ] |
| Premios Satellite Awards                                 | 11 de febrero de 2023    | Mejor actriz de reparto en serie, miniserie o película para televisión                     | Evan Rachel Wood                                                                | Nominada  | [ 12 ] |
| Premios de la Sociedad de Compositores y Letristas       | 15 de febrero de 2023    | Mejor banda sonora original para una película independiente                                | Leo Birenberg y Zach Robinson                                                   | Nominados | [ 13 ] |
| Premios de la Sociedad de Compositores y Letristas       | 15 de febrero de 2023    | Mejor canción original para una comedia o producción musical de medios visuales            | Al Yankovic (por "Now You Know")                                                | Nominado  | [ 13 ] |
| Premios de la Asociación de Críticos de Cine de San Luis | 18 de diciembre de 2022  | Mejor película de comedia                                                                  |                                                                                 | Ganadora  | [ 14 ] |
| Premios de la Asociación de Críticos de Cine de San Luis | 18 de diciembre de 2022  | Mejor banda sonora                                                                         | Nominada                                                                        |           | [ 14 ] |
| Festival Internacional de Cine de Toronto                | 18 de septiembre de 2022 | Premio elección popular Midnight Madness                                                   | Ganadora                                                                        | [ 15 ]    |        |
| Premios WGA                                              | 5 de marzo de 2023       | Mejor película de televisión y nuevos medios                                               | Al Yankovic y Eric Appel                                                        | Nominados | [ 16 ] |